# Arzac
Arzac war ein französischer Hersteller von Automobilen.

## Unternehmensgeschichte
Das Unternehmen aus Paris begann 1926 mit der Produktion von Automobilen. Der Markenname lautete Arzac. 1927 endete die Produktion.

## Fahrzeuge
Das einzige Modell war ein Cyclecar. Der Wagen hatte Frontantrieb, einzeln aufgehängte Räder rundum und wurde von einem Zweitaktmotor angetrieben. Zur Wahl standen Motoren mit 483 cm³, 500 cm³ und 545 cm³ Hubraum.